# Walter van Dievoet
 (mars 2020).
Si vous disposez d'ouvrages ou d'articles de référence ou si vous connaissez des sites web de qualité traitant du thème abordé ici, merci de compléter l'article en donnant les références utiles à sa vérifiabilité et en les liant à la section « Notes et références ».
Jonkheer Walter van Dievoet, né à Louvain le 24 juin 1931, et mort à Louvain le 6 février 2023, est un ingénieur civil et un historien d'art flamand, spécialisé dans l'histoire de l'orfèvrerie.
Il est le fils de l'homme politique et professeur de droit flamand, le baron Émile van Dievoet.

## Armoiries

## Publications
- Brugse edelsmeden van de negentiende eeuw, 2005
- Les bureaux belges pour la garantie des ouvrages d'or et d'argent et leur personnel au XIXe siècle, 2008
- De geschiedenis en de officiële merken van de keurkamers voor de waarborg van goud en zilver in België van 1794 tot nu
- Des orfèvres liégeois de la famille Drion ont-ils travaillé dans le département de Sambre-et-Meuse ?, 2007
- Dictionnaire des orfèvres et bijoutiers de Bruxelles et environs et des arrondissements de Nivelles et de Hal-Vilvorde au XIXe siècle, Louvain, 2003.
- Edelsmeden in Vlaams-Brabant : (Leuven, Aarschot, Diest en Tienen) : Tijdens het Ancient Régime en de Negentiende Eeuw
- Les Wolfers : orfèvres, bijoutiers et joailliers, 2002
- Orfèvres de Liège du XIXe siècle, 2006
- Orfèvres de Namur du XIXe siècle, 2007
- Paire de flambeaux de Guillaume Posson : orfèvre namurois du XVIIe siècle, 2007
- Répertoire général des orfèvres et des marques d'orfèvrerie en Belgique - Algemeen repertorium van de edelsmeden en van de merken, vol. I et II : 1798-1942, vol. III : 1942-1997
- Orfèvres de l'Ancien Régime au poinçon de Bruxelles. Edelsmeden van het Ancien Régime met merken van Brussel, avant-propos du Dr Wim Nys, chef du département collections et recherches du DIVA, Louvain, Peeters, 2019.